# Towarzystwo Naukowe Nieruchomości
Towarzystwo Naukowe Nieruchomości (oficjalny skrót: TNN) – ogólnopolskie stowarzyszenie naukowe osób i podmiotów zajmujących się nieruchomościami z siedzibą w Olsztynie przy ulicy Prawocheńskiego 15.

## Historia
Towarzystwo Naukowe Nieruchomości powstało 11 lutego 1994 roku w Olsztynie. Zrzesza ono członków założycieli oraz członków zwyczajnych, wśród których znaczący procent stanowią profesorowie oraz doktorzy reprezentujący różne dziedziny nauki, których działalność naukowa i zawodowa dotyczy nieruchomości.
Celem Towarzystwa jest rozwijanie i upowszechnianie wiedzy o gospodarowaniu przestrzenią oraz o metodach, technikach i zasadach wyceny zasobów majątkowych, w tym nieruchomości, popularyzacja osiągnięć nauki w tym zakresie, a także ich praktycznych zastosowań w działalności podmiotów gospodarczych.

## Działalność
Do głównych zadań Towarzystwa należy:
- prezentowanie stanowiska i opinii w sprawach dotyczących teoretycznych i praktycznych zagadnień gospodarowania zasobami majątkowymi,
- inspirowanie i prowadzenie badań dotyczących metod wyceny i zasad gospodarowania nieruchomościami,
- podnoszenie wiedzy teoretycznej i praktycznych umiejętności z zakresu gospodarowania zasobami majątkowymi.

Pola zainteresowań Towarzystwa:
- inicjowanie i prowadzenie badań i analiz dotyczących gospodarki zasobami majątkowymi i szacowania ich wartości
- wzbogacanie i upowszechnianie wiedzy o metodach i technikach ustalania wartości składników majątkowych  i gospodarowaniu nimi przez organizowanie konferencji, seminariów i sympozjów,
- inicjowanie, organizowanie i prowadzenie współpracy z organizacjami, przedsiębiorstwami, szkołami wyższymi, jednostkami badawczo-rozwojowymi, organizacjami społecznymi i stowarzyszeniami naukowymi w kraju i zagranicą, działającymi w zakresie gospodarki zasobami majątkowymi,
- oddziaływanie na zakres i treść różnych form kształcenia, programów nauczania, szkolenia i doskonalenia w zakresie działalności Towarzystwa,
- wspieranie naukowe ośrodków zajmujących się kształceniem kadr w zakresie gospodarowania zasobami majątkowymi,
- powoływanie jednostek wykonujących zadania analityczne i badawcze w zakresie statutowej działalności Towarzystwa,
- ogłaszanie konkursów na prace teoretyczne oraz na nowatorskie opracowania z dziedziny gospodarowania nieruchomościami,
- prowadzenie działalności wydawniczej oraz inicjowanie i organizowanie współpracy z pismami fachowymi w kraju i za granicą, a zwłaszcza wydawanie czasopism, materiałów szkoleniowych i innych opracowań z zakresu działalności statutowej TNN,
- zakładanie i prowadzenie bibliotek oraz gromadzenie i udostępnianie osobom zainteresowanym dokumentacji i literatury fachowej,
- opiniowanie uregulowań prawnych oraz opracowanie i zgłaszanie uwag dotyczących rozwiązań legislacyjnych w zakresie gospodarki zasobami majątkowymi,
- uczestniczenie w międzynarodowych organizacjach i stowarzyszeniach naukowych zajmujących się problematyką gospodarowania zasobami majątkowymi,
- upowszechnianie zasad etyki zawodowej,
- podejmowanie działalności gospodarczej w zakresie związanym z działalnością statutową.

## Struktury organizacyjne
Członkowie Towarzystwa dzielą się na zwyczajnych, wspierających i honorowych.
Podstawowa struktura organizacyjna Towarzystwa:
- Walne Zgromadzenie,
- Zarząd Główny Towarzystwa,
- Rada Programowa,
- Główna Komisja Rewizyjna,
- Główny Sąd Koleżeński.

## Wydawnictwo TNN
Towarzystwo jest wydawcą kwartalnika Real Estate Management and Valuation (REMV). REMV to interdyscyplinarne, międzynarodowe, recenzowane i ogólnodostępne czasopismo poświęcone nowym teoretycznym i praktycznym rozwiązaniom, które poprawiają nasze zrozumienie nauk o nieruchomościach. REMV publikuje wysokiej jakości oryginalne artykuły dotyczące teoretycznych i praktycznych aspektów ekonomii, finansów, inwestycji, wyceny i zarządzania nieruchomościami. Interdyscyplinarny charakter czasopisma wynika z czerpania z wielu różnych dyscyplin, w tym ekonomii, geografii, zagospodarowania przestrzennego, planowania, prawa, socjologii, geodezji i budownictwa. Czasopismo ma międzynarodową redakcję i przyjmuje wysokiej jakości artykuły teoretyczne i praktyczne z całego świata. REMV został umieszczony na liście Journal Citation Reports 2023. W ramach wskaźnika Journal Impact Factor REMV uzyskał: w 2022 wartość 0.800, w 2023 wartość 0.600. Punktacja MEiN/MNiSW: 2022 - 100 pkt., 2023 - 70 pkt.

## Konferencja Naukowa TNN
Towarzystwo jest organizatorem cyklicznej konferencji naukowej poświęconej nieruchomościom. Konferencja organizowana jest nieprzerwanie od 1993 roku. Współorganizatorami konferencji w danym roku są wiodące ośrodki akademickie zajmujące się nieruchomościami w Polsce.